# 勇気凛々
『勇気凛々』（ゆうきりんりん）は、高杉良による企業小説である。

## 概要
元々は1996年より角川書店が月1冊ペースで刊行を開始した「高杉良経済小説全集」の中の綴じ込み冊子にて連載された作品。1998年には角川書店にて単行本が刊行された。2000年3月には角川文庫版、さらに2005年には講談社文庫版が刊行されている。
時代背景は高度経済成長期（1966年（昭和41年）から始まっているのでいざなぎ景気あたり）から安定成長期までが物語の舞台となる。主人公である武田光司が10年間働いた放送局を退職し、自転車業界で独立しながら、経営者として逞しく成長する実名企業小説である。自転車の開発・輸入・販売業のホダカ物産、総合スーパー「イトーヨーカドー」を運営する会社イトーヨーカ堂、同会社の創立者伊藤雅俊などが実名で登場する。

## 登場人物

### 武田一家
武田光司
本作の主人公。勇司、悦子の兄。金司・セキ夫妻の長男。1938年（昭和13年）1月27日生まれ。元々は弁護士を目指していたこともあり、中央大学法学部法律学科で1年学ぶが、新聞記者希望に変わり、早稲田大学に入り直した。1962年（昭和37年）3月、早稲田大学第一政治経済学部政治科を卒業後、読売、朝日、毎日などの一般試験に失敗し、最終的には放送局である文華放送に採用され放送記者となる。報道部から制作部に昇格するが、1967年（昭和42年）3月には報道部に戻される。しかし、小柳の勧めで同年4月1日付で営業部員となる。それ以来、以前とは比べものにならない程、業績が上がり営業マンとしてトップに立つも、1970年（昭和45年）末、退職したいと思うようになり3度目の辞表提出を出し、ついに退職する。退職後、サンポール物産に再就職。台湾穂高から輸入されたハイライザーを出荷するも、突如サンポール物産を解散が命じられ、とうとう解雇される。葛巻から扶桑産業の就職を勧められるが、それもつかの間僅か6ヶ月で解雇され、1972年（昭和47年）7月17日付でホダカ物産が設立され、社長となる。
武田和子
光司の妻。学習院大学仏文科卒業。きつい性格で、光司にもよく注意する。
武田幸太郎
憲二郎の兄。光司・和子夫妻の長男。1964年（昭和39年）11月4日生まれ。大卒後、丸三証券へ就職し、経済的に自立する。
武田憲二郎
幸太郎の弟。光司・和子夫妻の次男。1966年（昭和41年）1月23日生まれ。大卒後、東京電力へ就職し、経済的に自立する。
武田勇司
光司の弟。金司・セキ夫妻の次男。1941年（昭和16年）生まれ。翌年、1歳の頃、母・セキと兄・光司と一緒に渡満する。しかし、新京で栄養失調の罹病でこの世を去った。僅か4歳であった。
武田悦子
光司の妹。金司・セキ夫妻の長女。1945年（昭和20年）4月5日生まれ。
武田金司
光司と勇司と悦子の父。セキの夫。職業は警察官であり、1940年（昭和15年）、勤務先の関係で渡満する。1945年8月15日終戦直後、ソ連軍の捕虜となり、シベリアに抑留される。1947年（昭和22年）、7年ぶりに帰国。その後、葛飾区新小岩で妻・セキと共に料亭「天平」を経営する。
武田セキ
光司と勇司と悦子の母。金司の妻。1914年（大正3年）か1915年（大正4年）生まれと推定される（1967年（昭和42年）3月で52歳であることから）。1942年（昭和17年）、夫・金司を追うように、息子の光司（当時4歳）と勇司（当時1歳）を連れて渡満する。三江省（現：黒竜江省北東部）佳木斯市の市場で、「天平」という屋号で惣菜店を経営する。しかし、1945年8月15日終戦直後、「天平」は事実上倒産し、光司と勇司と悦子を連れて日本へ向かう。新京で引揚船が来るまで1年以上も滞在した。1946年（昭和21年）9月上旬頃、葫芦島市から引揚船に乗って舞鶴港へ帰国。それから、葛飾区新小岩で再び「天平」を経営し始める。

### 文華放送の関係者
小柳章三
報道部長。光司が報道部員だった頃の上司。光司との良き理解者。光司を営業部員へ転身させた（と同時に1967年4月1日付で営業部長へ転身。翌年で局長へ昇格）。
松木弘
報道部員。光司が報道部員だった頃、光司に「社長」と渾名をつける。光司とは早稲田の先輩だが口うるさい性格。
柘植二郎
報道部員。陰険で性格が荒く、光司が報道部員だった頃、なにかと光司に冷たく当たる。光司からは嫌われているためか、一度も口を聞いたことがない。

### その他
山本香榮子
銀座のクラブ「由多加」を経営している。光司からは関心があるようで、常岡に紹介されてからしばしば光司との接待が増える程であった。それ以来、光司が真夜中に外泊される事も多くなった。代々木八幡のマンションに在住。1971年6月29日から、文華放送を退職しサンポール物産に転職した光司と同居するようになる。それから、自転車の組み立てなど同僚達と協力するようになる。